# Плейденвурф, Ганс

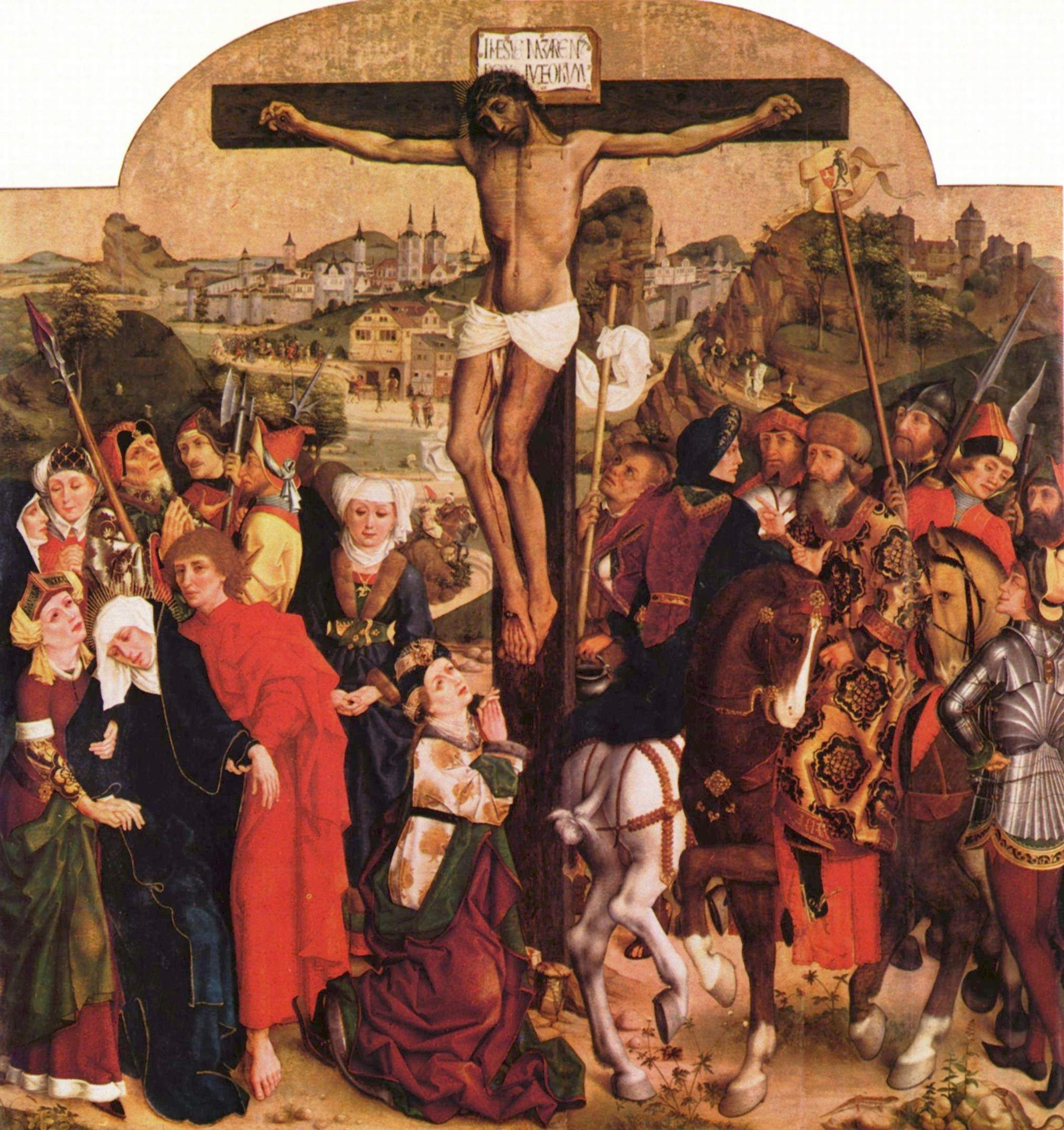
Распятие Христа. 1470. Старая пинакотека. Мюнхен

Ганс Пле́йденвурф (нем. Hans Pleydenwurff, Pleidenwurff, ок. 1420, предположительно Бамберг — 9 января 1472, Нюрнберг) — немецкий художник: рисовальщик, живописец и гравёр.
С 1457 г. Ганс Плейденвурф обосновался в Нюрнберге и ввёл новый реалистичный стиль в местной живописи, проникнутый влиянием голландской живописи. Предположительно Плейденвурф был учителем Михаэля Вольгемута. Его сын Вильгельм Плейденвурф вместе с Михаэлем Вольгемутом выполнил ксилографии для Хроники Гартмана Шеделя. Другой сын Ганса Плейденвурфа Себальд переехал в Айслебен, о его профессии ничего не известно. Отцом Ганса предположительно был Кунц Плейденвурф, известный художник Бамберга, а также бургомистр города.

## Собственные работы
- Главный алтарь церкви св. Елизаветы во Вроцлаве (1462, частично в Германском национальном музее)
- Портрет бамбергского каноника Георга, графа Лёвенштайна (в настоящее время в Германском национальном музее)
- «Голгофа» бамбергского каноника Георга, графа Лёвенштайна (в настоящее время в Германском национальном музее)

## Работы мастерской
- Главный алтарь церкви св. Клариссы в Бамберге (Государственная галерея Бамберга)
- «Хофский алтарь», 1465 для церкви св. Михаила в Хофе, с 1811 г. в Старой пинакотеке, Мюнхен

## Ученические работы
- «Распятие» (1470, Старая пинакотека, Мюнхен)